# Robbs
Robbs was een middelgroot warenhuis in Hexham in het Verenigd Koninkrijk en maakte onderdeel uit van Vergo Retail Ltd. 

## Geschiedenis
Het warenhuis werd in 1818 opgericht door William Robb, een kanthandelaar uit Fife en werd ononderbroken voortgezet door vader op zoon gedurende 6 generaties. De winkel werd in de loop der jaren regelmatig uitgebreid en ontwikkeld en nam ooit 30% van het winkeloppervlak van Hexham in beslag. Het heeft een lange en extravagante geschiedenis met de eerste elektrische lichten in de stad, een eigen begrafenisondernemer, een stofferingsservice en kleermakerij.
Op zijn hoogtepunt had de winkel een oppervlakte van ruim 24.000m² verdeeld over 5 verdiepingen. Begin jaren tachtig werkten er meer dan 300 medewerkers in de winkel. In 1989 opende het warenhuis een tweede vestiging in Hexham. Robbs at Tynedale Park had een tuincentrum, huishoudelijke artikelen en meubels. Het werd later omgedoopt tot Tynedale Park, voordat het werd verkocht aan Tesco en uiteindelijk sloot in 2005.
Het bedrijf werd in oktober 1987 verkocht aan de Joplings Group, die een paar later werd overgenomen door Merchant Retail en Owen Owen, voordat het in 2007 werd gekocht door het nieuw gevormde Vergo Retail Ltd.
Op 7 mei 2010 werd Vergo Retail onder bewind gesteld. Op 11 mei 2010 werd aangekondigd dat er binnen vier weken tien winkelsluitingen zouden zijn, waaronder Robbs, tenzij er een koper werd gevonden. Op 21 mei 2010 had Beales formeel aangegeven geïnteresseerd te zijn in een overname van Robbs.  Op 4 juni 2010 werd Robbs verkocht aan Beales voor £ 250.000, waardoor 140 banen werden gespaard. Beales wilde de winkel weer winstgevend maken. In 2011 werd de winkel omgedoopt tot een Beales-filiaal. In februari 2020 werd het warenhuis alsnog gesloten.